# Council on Foreign Relations
Il Council on Foreign Relations (CFR) è un think tank statunitense specializzato in politica estera e affari internazionali. Ha sede a New York e un altro ufficio a Washington. I suoi componenti (circa 4 900) comprendono legislatori, politici, segretari di Stato, direttori della CIA, banchieri, avvocati, professori universitari e giornalisti.
Il Consiglio pubblica la rivista bimestrale Foreign Affairs (dal 1922) e gestisce il David Rockefeller Studies Program, il quale formula raccomandazioni e rende testimonianze all'amministrazione presidenziale, al Congresso e alla comunità diplomatica statunitense.

## Storia

### Origini: 1918 – 1945
Sul finire della prima guerra mondiale, un team composto da circa 150 studiosi denominato The Inquiry fu incaricato di illustrare al presidente statunitense Woodrow Wilson alcune strategie per il dopoguerra, successivamente alla sconfitta degli Imperi centrali. Il gruppo di accademici comprendeva, tra gli altri, il colonnello Edward M. House (stretto consigliere di Wilson) e il politologo Walter Lippmann. Essi si incontrarono per elaborare una strategia per il mondo post-bellico, producendo più di 2 000 documenti in cui si descrivevano e analizzavano in dettaglio le circostanze politiche, economiche e sociali a livello globale che sarebbero state utili a Wilson nei colloqui di pace. Tali rapporti costituirono la base per i Quattordici punti wilsoniani, che delinearono la strategia statunitense alla conferenza di pace di Parigi, alle cui discussioni gli studiosi parteciparono personalmente.

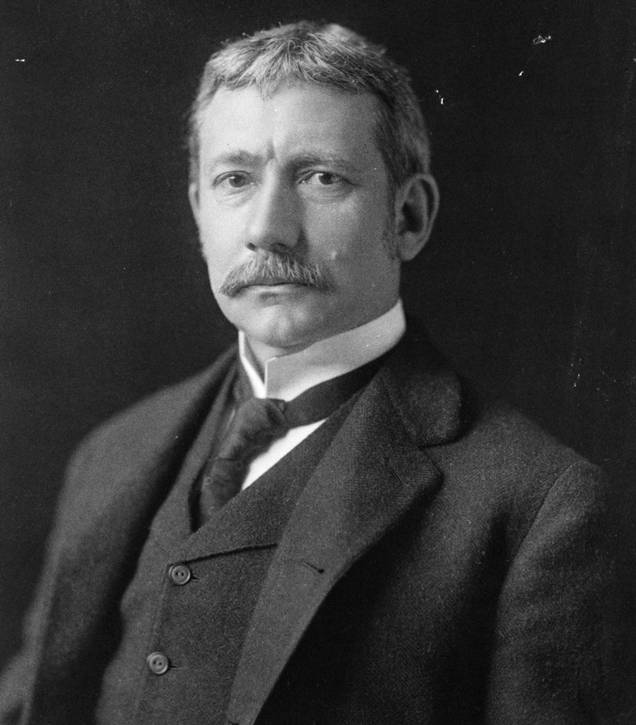
L'ex Segretario di Stato e Segretario alla Guerra statunitense Elihu Root

Conseguentemente alle discussioni della conferenza di Parigi, un piccolo gruppo di diplomatici e studiosi britannici e statunitensi si riunì il 30 maggio 1919 all'Hotel Majestic della capitale francese, proponendo di creare un'organizzazione anglo-statunitense battezzata Institute of International Affairs, che avrebbe dovuto avere uffici a Londra e New York. In definitiva, però, i delegati britannici e quelli statunitensi formarono istituti separati: i britannici fondarono infatti il Royal Institute of International Affairs (più tardi ridenominato Chatham House). A causa delle opinioni isolazioniste prevalenti nella società statunitense dell'epoca, gli studiosi americani ebbero difficoltà a farsi strada nel loro progetto, e si concentrarono invece su di una serie di incontri tenuti in forma discreta dal giugno 1918 a New York, sotto l'insegna del Council on Foreign Relations. Gli incontri vennero presieduti dall'avvocato societario Elihu Root, che era stato segretario di Stato sotto il presidente Theodore Roosevelt, e a cui parteciparono 108 alti funzionari di società bancarie, manifatturiere, commerciali e finanziarie, oltre a diversi avvocati. I membri erano sostenitori dell'internazionalismo wilsoniano, ma erano particolarmente preoccupati per l'effetto che la guerra e il trattato di pace avrebbero potuto avere. Gli studiosi appartenenti all'Inquiry scorsero l'opportunità di creare un'organizzazione che riunisse diplomatici, funzionari governativi di alto livello e accademici con avvocati, banchieri e industriali per progettare la politica governativa. Pertanto, il 29 luglio 1921 essi depositarono una certificazione di costituzione, formando ufficialmente il Council on Foreign Relations.
Nel 1922, Edwin F. Gay, ex preside della Harvard Business School e direttore della U.S. Shipping Board durante la guerra, guidò gli sforzi del Consiglio per iniziare la pubblicazione di una rivista che sarebbe dovuta essere la fonte più autorevole in materia di politica estera. Egli raccolse 125 000 dollari (equivalenti a poco meno di 2 milioni di dollari nel 2020) dai membri ricchi del Consiglio, inviando inoltre lettere di richiesta di fondi ai mille americani più facoltosi. Utilizzando questi fondi, il primo numero di Foreign Affairs fu pubblicato nel settembre 1922, e nel giro di pochi anni la pubblicazione si guadagnò la reputazione di "più autorevole rivista americana relativa alle relazioni internazionali"
Alla fine degli anni '30, la Ford Foundation e la Fondazione Rockefeller iniziarono a contribuire con grandi somme di denaro elargite al Consiglio. Nel 1938, vennero creati vari Comitati per le relazioni estere in tutto il Paese, finanziati da una sovvenzione della Carnegie Corporation. Uomini influenti furono inoltre scelti in diverse città, e riuniti per discussioni nelle loro comunità, oltre a partecipare a una conferenza annuale a New York. I comitati locali servivano a influenzare i leader locali e a formare l'opinione pubblica per sostenere le politiche del Consiglio, agendo anche come "utili posti di ascolto" attraverso i quali il Consiglio e il Governo degli Stati Uniti potessero "sondare l'umore del Paese".
A partire dal 1939, e per il quinquennio successivo, il Consiglio svolse un ruolo fondamentale all'interno del Governo e del Dipartimento di Stato, quando esso istituì il progetto "War and Peace Studies", strettamente confidenziale e finanziato interamente dalla Fondazione Rockefeller. La segretezza che circondava il gruppo era tale che i membri del Consiglio che non erano coinvolti nelle sue deliberazioni rimasero completamente all'oscuro dell'esistenza del progetto. Quest'ultimo era diviso in quattro gruppi tematici: economia e finanza; sicurezza e armamenti; territorialità, e politica. Il gruppo relativo alla sicurezza e agli armamenti era guidato da Allen Welsh Dulles, che sarebbe più tardi divenuto una figura centrale nell'Office of Strategic Services, predecessore della CIA. Il Consiglio produsse in tutto 682 memorandum per il Dipartimento di Stato, che furono contrassegnati come classificati e diffusi tra i dipartimenti governativi competenti.

### Guerra fredda: 1945 – 1979
Uno studio ha rilevato che dei 502 funzionari governativi intervistati dal 1945 al 1972, più della metà era membro del Consiglio. Durante l'amministrazione Eisenhower, il 40% dei principali funzionari di politica estera degli Stati Uniti faceva parte del CFR (lo stesso Eisenhower era stato membro del Consiglio); sotto Truman, il 42% delle cariche più importanti era occupato da membri del Consiglio. Durante l'amministrazione Kennedy, il numero salì al 51%, e raggiunse financo il 57% nell'amministrazione Johnson.
In un articolo anonimo intitolato "The Sources of Soviet Conduct ("Le fonti della condotta sovietica") apparso su Foreign Affairs nel 1947, George Kennan, membro del gruppo di studio del CFR, coniò il termine "containment" in relazione alla politica statunitense verso il Blocco orientale. Il saggio si sarebbe rivelato di enorme influenza sulla politica estera statunitense per le successive sette amministrazioni presidenziali. Quarant'anni dopo, Kennan spiegò comunque come non avesse mai sospettato che i russi volessero sferrare un attacco contro gli Stati Uniti; riteneva infatti che fosse abbastanza ovvio e non ci fosse bisogno di spiegarlo nel suo saggio. L'esperto William Bundy ha inoltre attribuito ai gruppi di studio del CFR il merito di aver formato il pensiero strategico che portò al Piano Marshall e alla NATO. A causa del nuovo interesse per il gruppo, i membri crebbero fino raggiungere un migliaio.

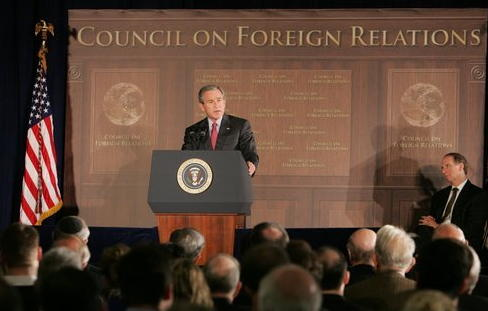
Il presidente George W. Bush in una riunione del CFR del 2005

Dwight D. Eisenhower presiedette personalmente un gruppo di studio del CFR quando era presidente della Columbia University. Un membro ha poi affermato che "qualunque cosa il generale Eisenhower sappia di economia, l'ha imparata durante le riunioni del gruppo di studio". Il gruppo di studio del CFR creò a sua volta un gruppo di studio allargato chiamato "Americani per Eisenhower", per aumentare le possibilità del generale nella corsa alla presidenza. Eisenhower avrebbe in seguito scelto molti membri del CFR nel suo esecutivo e sarebbe diventato egli stesso membro del CFR. Tra questi ultimi, anche il Segretario di Stato John Foster Dulles, che in un discorso pubblico alla Harold Pratt House di New York annunciò una nuova direzione per la politica estera di Eisenhower: "Non esiste una difesa locale che da sola possa contenere l'imponente potere di terra del mondo comunista. Le difese locali devono essere rafforzate attraverso l'ulteriore deterrente di un massiccio potere di ritorsione". Dopo questo discorso, il Consiglio convocò una sessione su "Armi nucleari e politica estera", e scelse Henry Kissinger come suo capo. Kissinger trascorse il successivo anno accademico a lavorare al progetto presso la sede del CFR. L'omonimo libro che pubblicò con i frutti della sua ricerca nel 1957 gli conferì popolarità nazionale, ponendolo in cima alle liste nazionali dei bestseller.
Il 24 novembre 1953, un gruppo di studio del CFR ascoltò la relazione del politologo William Henderson sul conflitto allora in corso tra la Francia e le forze Viet Minh del leader comunista vietnamita Ho Chi Minh, che sarebbe poi diventata nota come la Prima Guerra d'Indocina. Henderson sostenne che la causa di Ho fosse principalmente di natura nazionalista e che il marxismo avesse "poco a che fare con l'attuale rivoluzione". Inoltre, secondo il rapporto, gli Stati Uniti avrebbero potuto lavorare a fianco di Ho per guidare il suo movimento di allontanamento dal comunismo. I funzionari del Dipartimento di Stato, tuttavia, espressero scetticismo sull'intervento diretto americano in Vietnam e l'idea venne rapidamente archiviata. Nei vent'anni successivi, gli Stati Uniti si sarebbero trovati alleati con il Vietnam del Sud anticomunista, contro Ho e i suoi sostenitori, nella guerra del Vietnam.
Nello stesso periodo, il Consiglio servì come "terreno fertile" per importanti politiche americane come la distruzione mutua assicurata, il controllo degli armamenti e la non proliferazione nucleare.
Tra il 1964 e il 1968, il CFR condusse uno studio di quattro anni sulle relazioni tra Stati Uniti e Repubblica Popolare Cinese. Un documento pubblicato nel 1966 concluse che i cittadini americani erano più aperti ai colloqui con la Cina rispetto ai loro leader. Henry Kissinger, che aveva continuato a pubblicare su Foreign Affairs, venne nominato dal presidente Richard Nixon come consigliere per la sicurezza nazionale nel 1969. Nel 1971, egli compì un viaggio segreto a Pechino per discutere di futuri colloqui con i leader cinesi. Più tardi, fu Nixon in persona a recarsi in Cina nel 1972, preludio della successiva normalizzazione delle relazioni diplomatiche tra i due Paesi, formalizzata dal Segretario di Stato dell'amministrazione Carter, Cyrus Vance (membro del CFR).

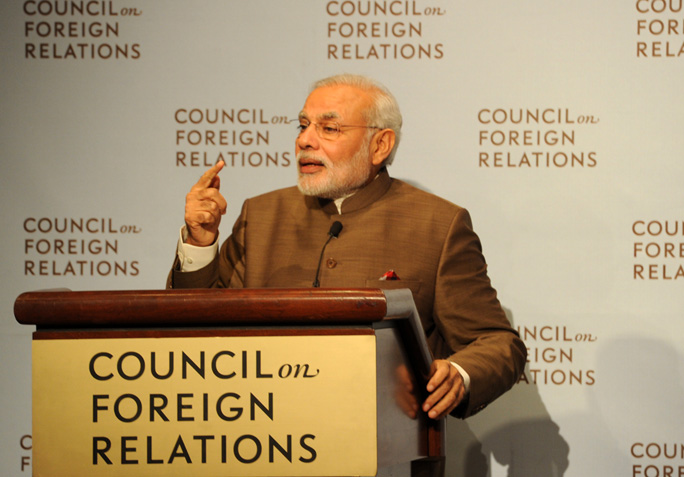
Narendra Modi tiene un discorso al Council on Foreign Relations

Nel novembre 1979, mentre era alla guida del Consiglio, David Rockefeller fu coinvolto in un incidente internazionale quando egli e Henry Kissinger, insieme all'avvocato John J. McCloy e agli aiutanti di Rockefeller, persuasero il presidente Jimmy Carter a far curare negli Stati Uniti lo scià iraniano Mohammad Reza Pahlavi, il quale soffriva di linfoma. Tale gesto ebbe un ruolo fondamentale nello scatenare la crisi degli ostaggi in Iran ad opera di alcune centinaia di studenti islamici.

## Composizione

### Lista dei presidenti
- John W. Davis (1921–33)
- George W. Wickersham (1933–36)
- Norman Davis (1936–44)
- Russell Cornell Leffingwell (1944–46)
- Allen Welsh Dulles (1946–50)
- Henry Merritt Wriston (1951–64)
- Grayson L. Kirk (1964–71)
- Bayless Manning (1971–77)
- Winston Lord (1977–85)
- John Temple Swing (1985–86)  (pro tempore)
- Peter Tarnoff (1986–93)
- Alton Frye  (1993)
- Leslie H. Gelb (1993–2003)
- Richard N. Haass (2003–)

### Lista dei presidenti del CdA
- Russell Cornell Leffingwell (1946–1953)
- John J. McCloy (1953–1970)
- David Rockefeller (1970–1985)
- Peter G. Peterson (1985–2007)
- Carla A. Hills (2007–2017) (co-presidente)
- Robert Rubin (2007–2017) (co-presidente)
- David Rubenstein (2017–)

## Pubblicazioni

### Periodici
- Foreign Affairs (bimestrale)
- The United States in World Affairs (annuale)
- Political Handbook of the World (annuale)